# Lego Quatro
Lego Quatro – typ klocków produkowanych przez firmę Lego. Klocki przeznaczone są dla dzieci w wieku od roku do 3 lat. Wymiary liniowe są większe od wymiarów klocków Duplo 2-krotnie, co oznacza 8-krotną różnicę objętości. Mimo to oba typy klocków pasują do siebie, podobnie jak do zwykłych klocków Lego. Są wykonane z trochę bardziej miękkiego plastiku w porównaniu z klockami tradycyjnymi. Ma to na celu ułatwienie składania klocków przez małe dzieci.
Produkcję klocków Lego Quatro rozpoczęto w 2004 i zakończono w 2006.